# Cerro Pan de Azúcar (Córdoba)

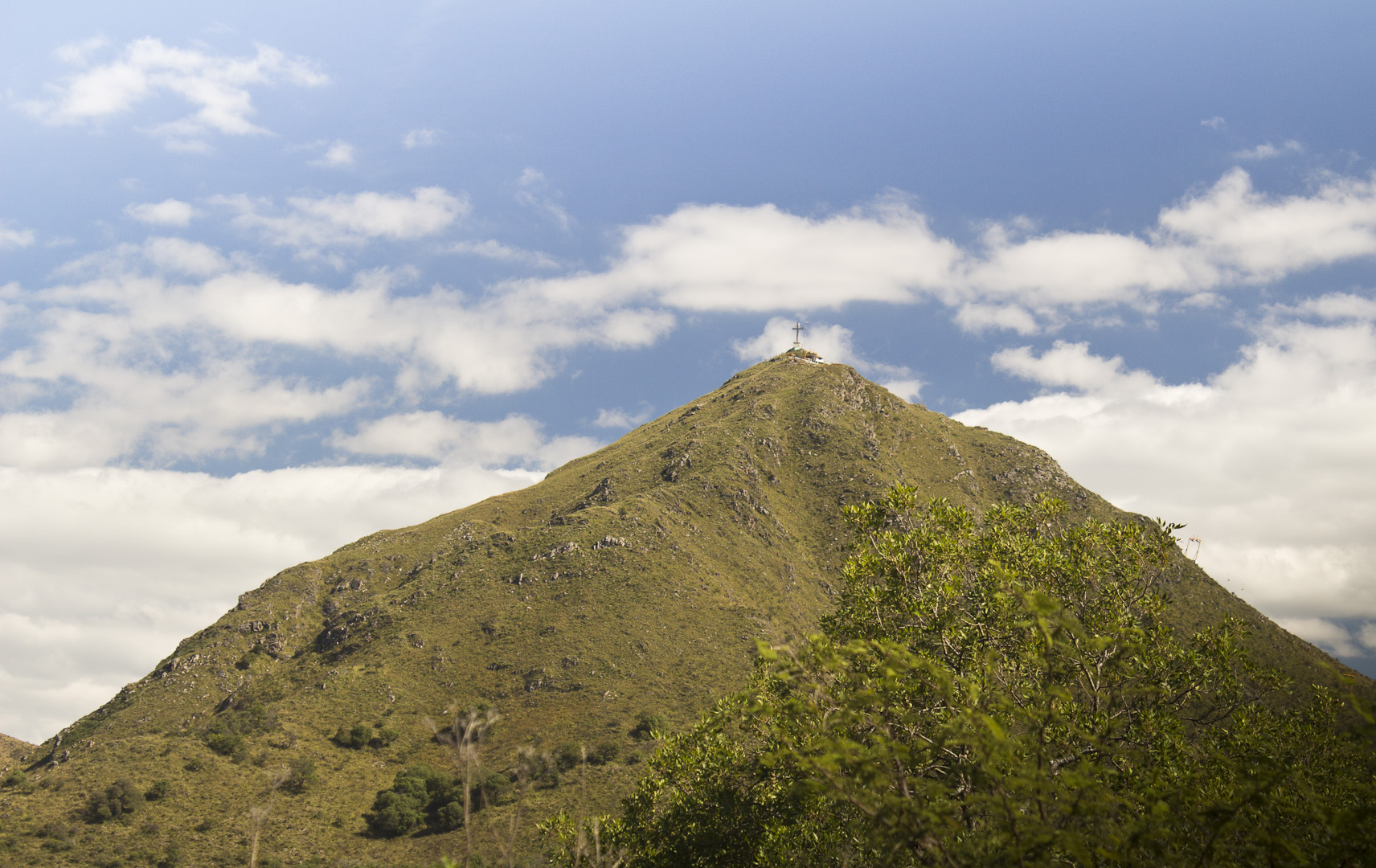
Cara oriental del cerro Pan de Azúcar, visto desde la
ruta provincial E 54, que une Córdoba y Cosquín.

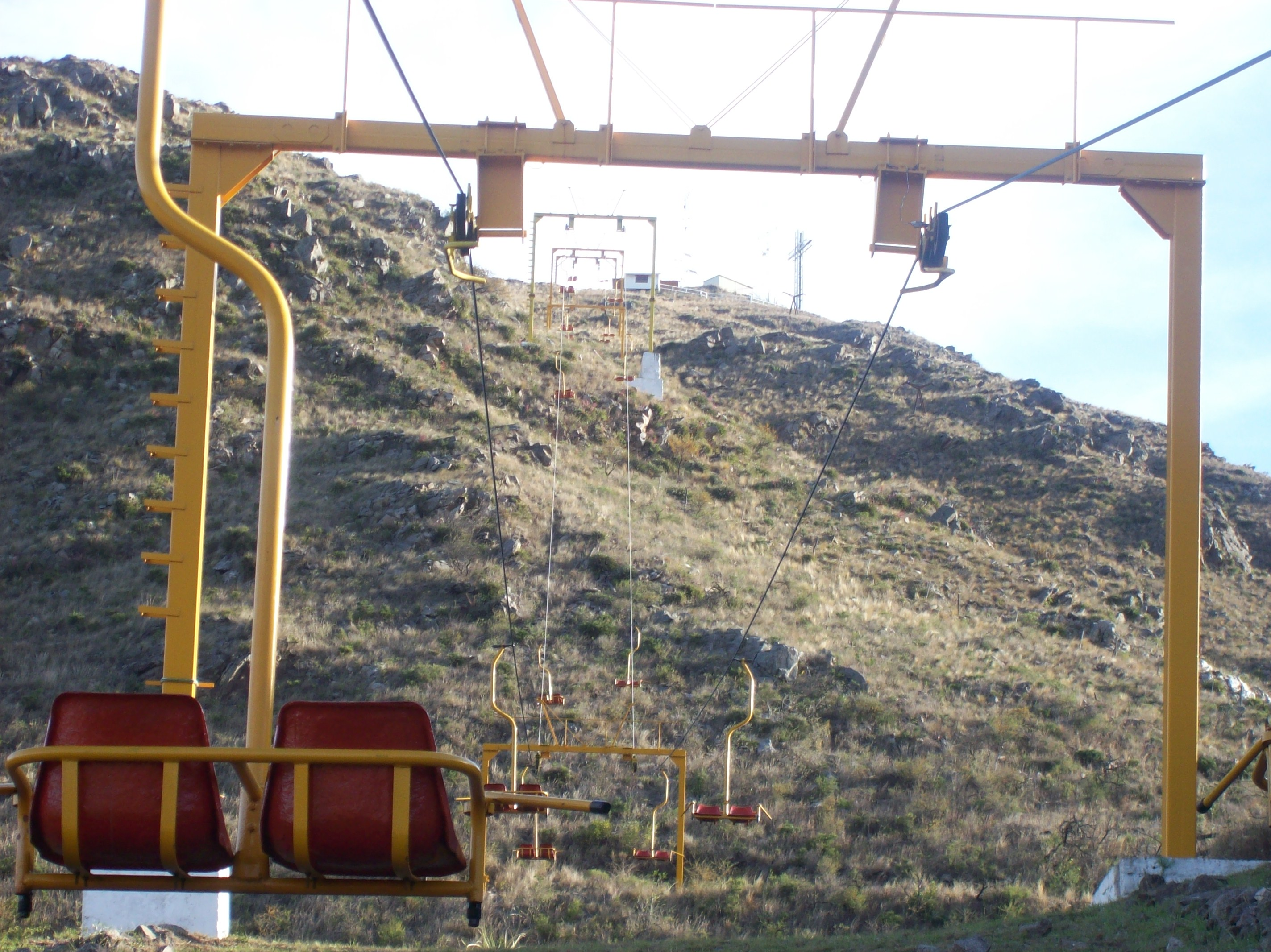
Aerosilla en la cumbre del cerro

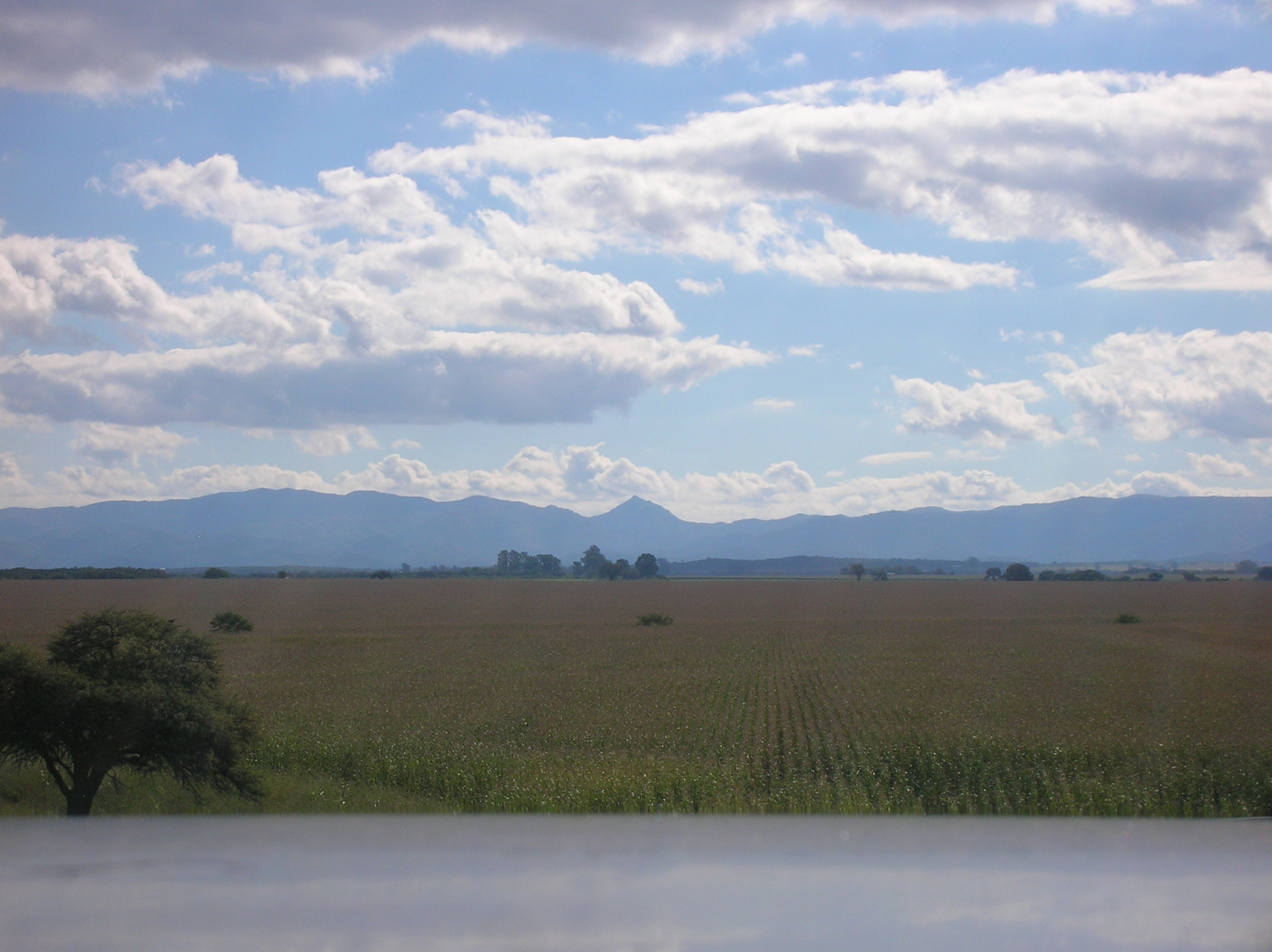
Vista oriental del Cerro Pan de Azúcar desde Ruta Nacional N° 9 Norte

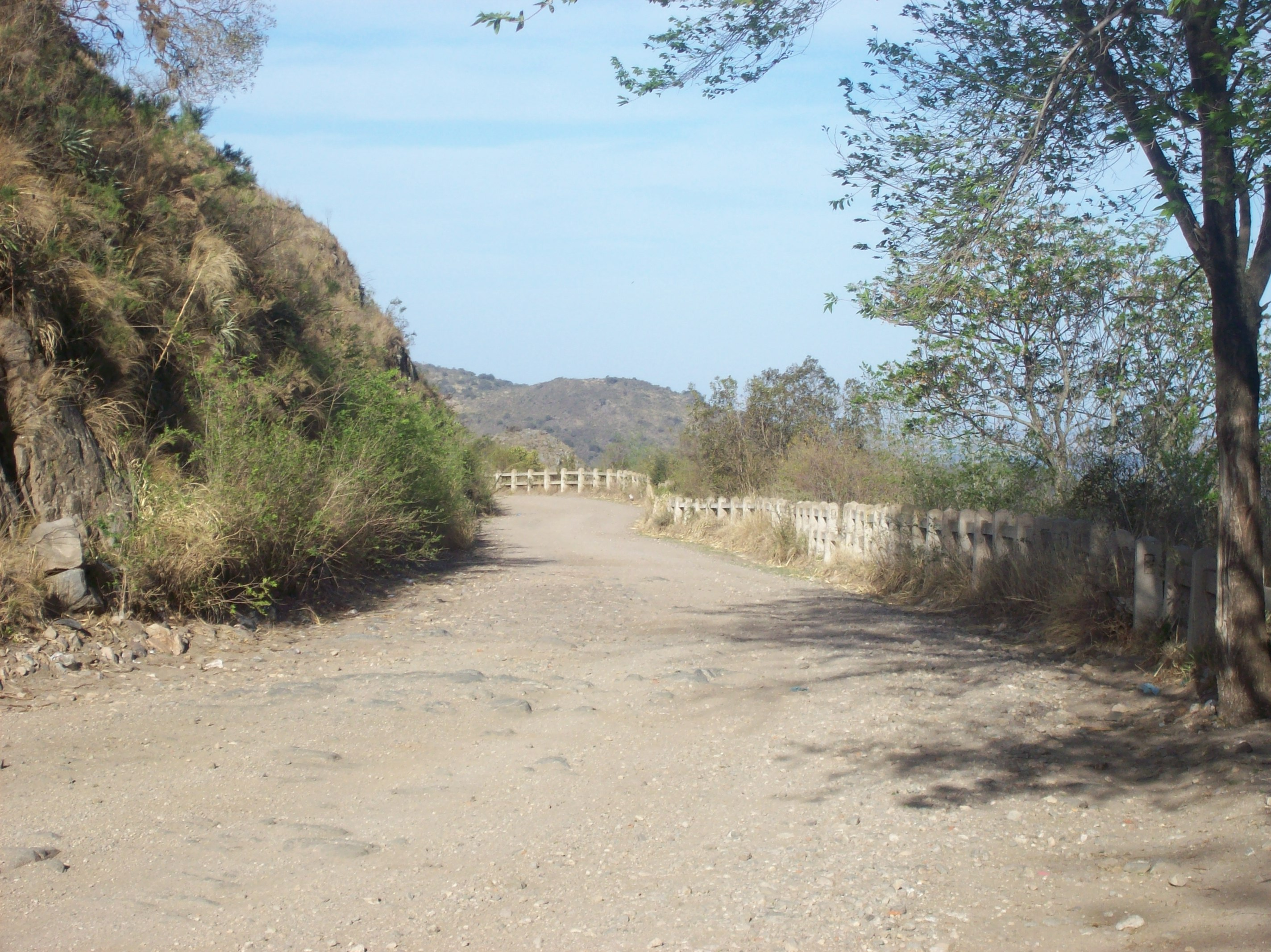
Camino hacia Villa Allende

El Cerro Pan de Azúcar es un cerro ubicado en la Sierras Chicas, provincia de Córdoba, República Argentina.
Tiene una altura de 1.290 m s. n. m., en su cúspide posee una cruz de grandes dimensiones y una aerosilla, de poco más de 1000 m para ascender hasta la cima del cerro.
Recibe el nombre Pan de Azúcar por su forma cónica (visto desde varios ángulos), ya que antiguamente los panes de azúcar de grandes dimensiones eran cónicos.
El nombre puesto por los pueblos originarios de este cerro era Supaj-ñuñu, que significa seno de virgen (ñuñu, o nono: seno = pecho), debido a que desde determinados ángulos de observación, tiene esa forma.
Las laderas poco empinadas están en gran parte cubiertas por un denso bosque achaparrado. Durante los días más fríos de invierno, ocasionalmente, puede haber precipitaciones en forma de nieve.
Desde la cumbre de este cerro, y hacia el oeste, puede apreciarse gran parte del centro y sur del Valle de Punilla. Por la ladera occidental, al pie de este cerro, se erige la ciudad de Cosquín, y por la ladera oriental, Villa Allende. También se divisan las ciudades de Mendiolaza, Unquillo y la ciudad de Córdoba.
El cerro está surcado por la ruta provincial  RP E-54  por la que se llega, hacia el este a Villa Allende y Cosquín hacia el poniente. Durante algunos años, esta ruta fue utilizado como tramo de clasificación en importantes competencias de rally como el Campeonato Mundial de Rally, el Campeonato Argentino de Rally y el Campeonato cordobés de rally. Algunos, lo denominan "La Catedral del Rally de Argentina", sin embargo, luego dejó de utilizarse por el alto impacto ambiental que producía este tipo de pruebas en el medio ambiente.
Este camino se construyó en 1931, durante la presidencia de José Félix Uriburu, y fue denominado 6 de Septiembre, por la fecha de 1930 en que fue llevado a cabo el golpe de Estado contra el presidente democrático Hipólito Yrigoyen (casualmente por quien inaugurara este camino). Posee una extensión de poco más de 20 km y se puede acceder a la cima del cerro gracias a la aerosilla, que parte desde un parador a 1.010 m s. n. m. (a 7 km de la ciudad de Cosquín.), y alcanza los 1.290 m s. n. m.